# Брайби
Бра́йби — остров у юго-восточного побережья Квинсленда, Австралия.

## География
Брайби занимает территорию 148 км2 и является самым маленьким из островов, отделяющих залив Мортон от Кораллового моря: Мортон, Брайби и Норт-Страдброк. Длина Брайби составляет 34 километра, а ширина — 8 километров. 33 % территории острова (49 км2) км занимает одноимённый национальный парк. Здесь обитает около 350 видов птиц.

## Транспорт
Остров Брайби связан с материком 831-метровым автомобильным мостом, построенным ещё в 1963 году. Автобусными перевозками по острову занимается Bribie Island Coaches. Брайби привлекает туристов песчаными пляжами и возможностью наблюдать за птицами.

## Население
Население острова в 2016 году составило 18 198 человек. Из них 7 796 (48 %) составляли мужчины, а 8413 (52 %) — женщины. Плотность населения — 122.9 чел/км2. Средний возраст людей составлял 55 лет по сравнению с 37 годами для всей Австралии. 

## Галерея
- Спутниковый снимок
- Пляж на острове Брайби
- Мост Брайби
- Малая хохлатая крачка
- Автобус организации Bribie Island Coaches[англ.]
- Маяк